# Bamberger Psalter

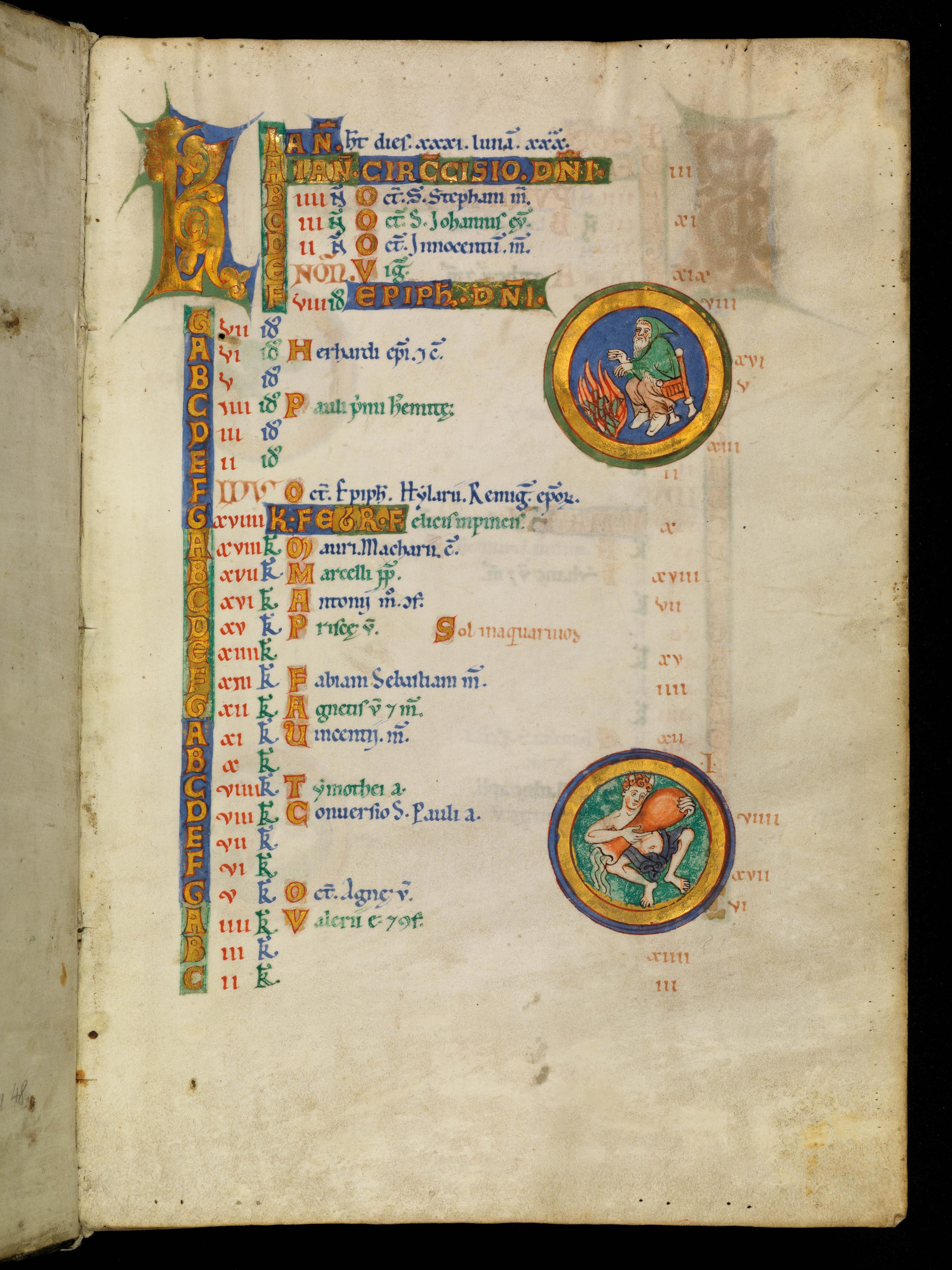
Januarbild im Bamberger Psalter (Bamberg, Staatsbibliothek, Msc.Bibl.48, fol. 1r).

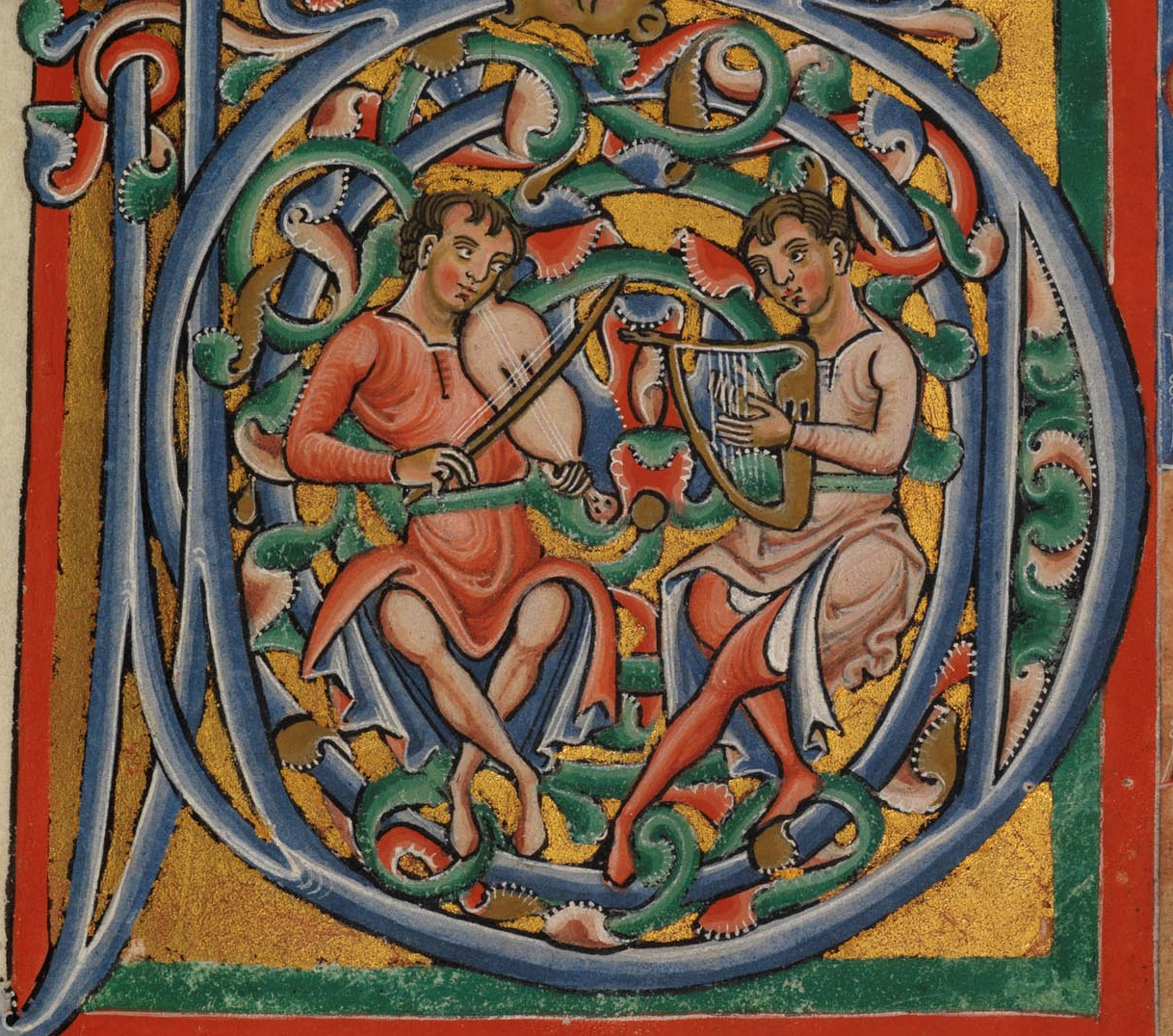
Musiker (fol. 10r, Ausschnitt)

Der Bamberger Psalter ist eine illuminierte Handschrift aus der Zeit um 1230/1240, die heute in der Staatsbibliothek Bamberg aufbewahrt wird. Sie war für die private Andacht einer hochgestellten Persönlichkeit bestimmt. Die Lokalisierung ist umstritten. Früher wurde vielfach eine Werkstatt in Bamberg angenommen, neuerdings eine Herkunft aus Regensburg.

## Inhalt
Der Text der 150 Psalmen weist eine reiche Ausstattung einheitlicher Prägung auf. Acht ganzseitige Initialen gliedern den Text. 15 ganzseitige Miniaturen mit Szenen aus dem Leben und der Passion Christi sowie einer Darstellung des Jüngsten Gerichtes sind in Fünfergruppen vor dem 1., dem 51. und dem 101. Psalm angeordnet.
Bemerkenswert ist auch der zeitgenössische Hornplatteneinband. Unter den mit Silber montierten durchsichtigen Hornplatten auf Vorder- und Rückdeckel sind Deckfarbenmalereien auf Pergament sichtbar: Auf dem Vorderdeckel Christus in der Mandorla. Kreuzförmig die Mandorla einfassend vier Medaillons mit den Evangelistensymbolen. In den oberen Ecken zwei Cherubim, in den unteren zwei Erzengel: Michael mit dem Drachen und Gabriel mit Lilienzepter und Gefäß. Auf dem Rückdeckel Maria mit Kind in der Mandorla. Kreuzförmig die Mandorla einfassend vier Medaillons mit weiblichen nimbierten Figuren (vier Kardinaltugenden). In den oberen Ecken Aaron mit blühendem Stab und Jesaja mit dem Reis, in den unteren Ezechiel vor einem verschlossenen Turmtor und Salomo auf eine Quelle weisend.

## Geschichte
Die Handschrift ist 1430/1431 in der Bamberger Domsakristei belegt, 1743 im Domschatz. Im Zuge der Säkularisation 1802/1803 gelangte sie in die heutige Staatsbibliothek Bamberg, wo sie unter der Signatur Msc.Bibl.48 aufbewahrt wird. Sie gehört, neben der Bamberger Apokalypse, zu den bedeutendsten Handschriften der Staatsbibliothek Bamberg.